# Falkirk
Falkirk (Schots-Gaelisch: An Eaglais Bhreac) is een stad in Centraal-Schotland. In 2004 bestond de bevolking uit 32.890 personen en daarmee was Falkirk de twintigste stad in bevolkingsgrootte van Schotland. Bestuurlijk is het onderdeel van het gelijknamige raadsgebied Falkirk.
De stad ligt op de kruising tussen de Forth and Clyde Canal en het Union Canal. In de 18e en 19e eeuw was Falkirk het centrum van een grote ijzer- en staalindustrie. In de laatste 50 jaar is de rol van de industrie afgenomen en ging de stad zich meer op dienstverlening oriënteren.
Vandaag is Falkirk belangrijk als een koop- en administratief centrum voor de stad en de omgeving. Attracties zijn het Falkirk-wiel, het Falkirk Stadium, overblijfselen van de Muur van Antoninus (Antonine Wall) en Callendar House. Veel sporen van de Romeinen zijn te vinden in de Falkirk-regio.
Falkirk was de eerste stad in Groot-Brittannië die beschikte over een volledig automatisch systeem voor straatverlichting, ontworpen door de lokale firma Thomas Laurie & Co Ltd.
Falkirk ligt in het gebied tussen de council areas North Lanarkshire en West Lothian. 

## Geschiedenis
Op 22 juli 1298 vond bij Falkirk de slag bij Falkirk plaats. In deze slag streden Schotse opstandelingen onder leiding van William Wallace in de Eerste Schotse Onafhankelijkheidsoorlog tegen Koninkrijk Engeland.
Op 17 januari 1746 vond tijdens de Jakobitische opstand van 1745 opnieuw een slag bij Falkirk plaats. Hierin boekten de Jakobieten een overwinning.

## Geboren
- George Forrest (1873-1932), botanicus
- Tommy Douglas (1904-1986), predikant
- Brian McNeill (1950), folkmuzikant
- David Weir (1970), voetballer
- Graeme Smith (1976), zwemmer
- Sam Kerr (1999), voetbalster

## Galerij

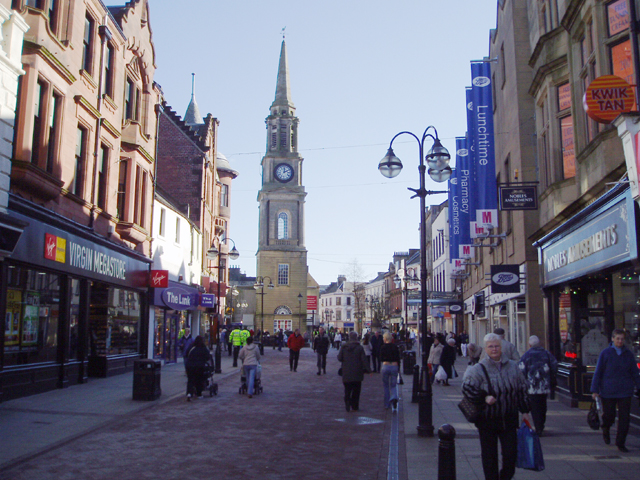
De High Street in Falkirk
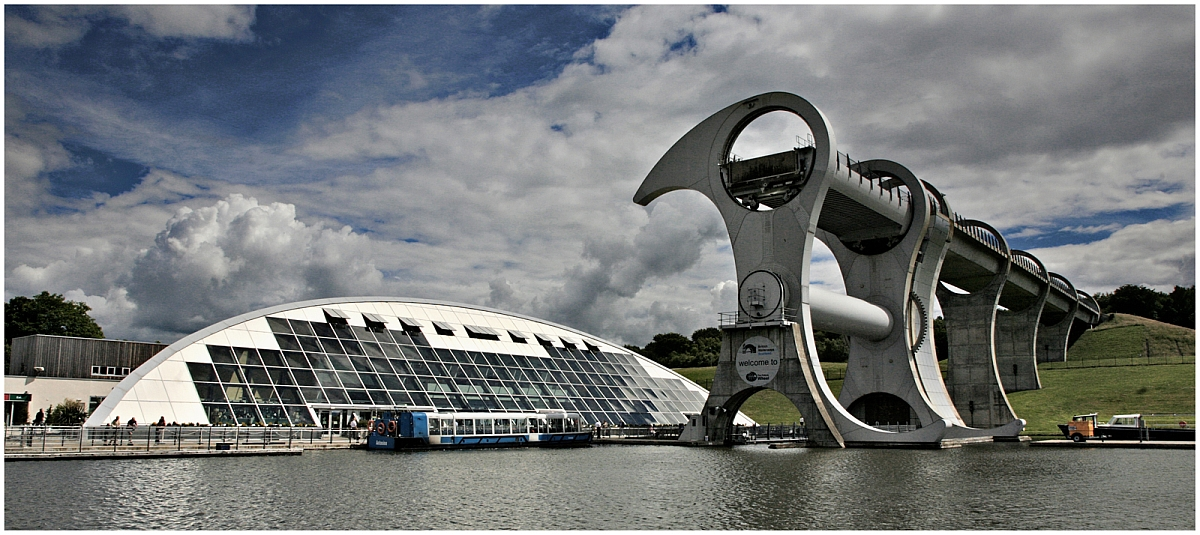
Falkirk-wiel